# Mk 14型鱼雷
Mk14型鱼雷是美国海军的一种供潜艇使用的鱼雷，服役于1931年并一直使用至20世纪80年代。太平洋战争爆发后，Mk14鱼雷逐渐暴露出许多问题，包括深度设置错误、引信不能正确引爆等。

## 簡史
美國一次大戰時使用的魚雷是使用撞擊引信的Mk 10型魚雷，然而一次世界大戰後，由於有了防魚雷網，可以在艦體外引爆魚雷從而降低魚雷破壞力，經過評估Mk 10型魚雷難以摧毀安裝此防禦設施的主力艦。一次大戰時德國使用的磁性水雷經實戰證實有效，因此美國海軍期望開發利用類似原理，讓魚雷從沒有防備的龍骨下方引爆，引發最大的破壞力。

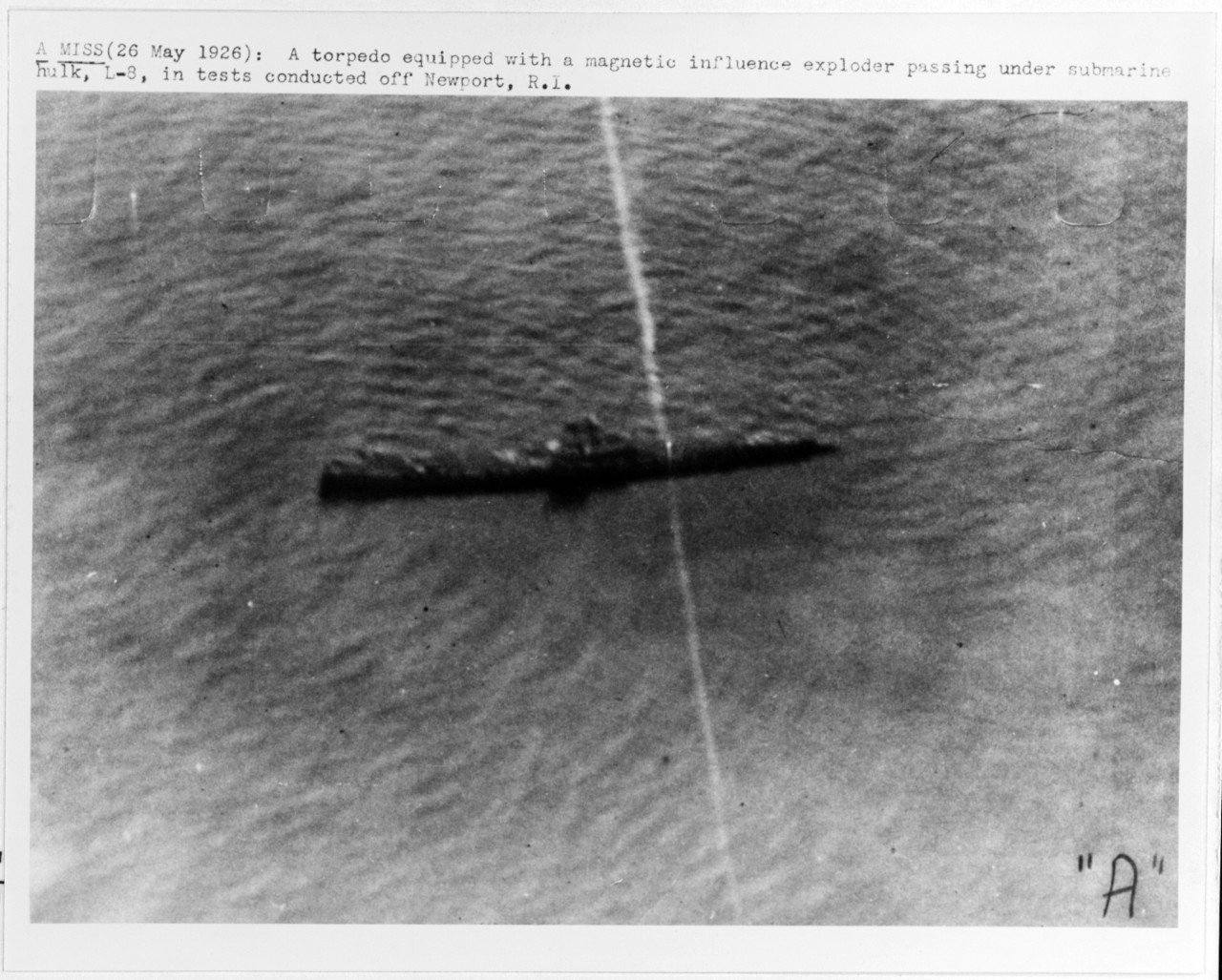
1926年進行試射，從靶艦下方穿過，沒有擊沉

此魚雷預定使用的引信是Mk 6導爆引信, 在美國海軍以最高機密代號G53開發。由於缺乏經費，引信雖經過許多測量和原理測試，但缺乏實彈測試。安裝此引信的測試魚雷在1926年第一次測試時穿過靶艦下方但沒引爆，經過調整後第二次成功擊沈。之後軍備局(BuOrd)曾請求靶艦再進行測試量產型，然而海軍僅肯給一艘預定拆除的老舊驅逐艦 Ericsson 號(DD-56)，並且還提出軍備局萬一不小心打沈了還要自費浮揚等不合理要求，遭到拒絕，因此在二次大戰爆發以前沒有實際測試量產彈。
大戰爆發後，所有問題開始浮現，主要有以下問題：
1. 魚雷深度比設定的還深10呎。這是因為壓力檢測儀器設置位置不適當。
2. 磁性引信造成提早爆炸。測試的區域太窄，無法套用在實際作戰區域。
3. 撞擊引信經常無法引發爆炸，特別是一般相信最有效的90度直接撞擊艦體往往不爆，歪斜打中反而能引爆。
4. 不會依照預先設定的路徑航行，而是會繞圈，甚至返回打中發射船艦。

這幾個問題剛好又互相掩蓋，因此早期難以解析真正問題的原因，但多次無效的攻擊後許多潛艇指揮官開始質疑此魚雷的可靠性。在關閉磁性引信，並修正深度問題及撞針問題加以改良後，此魚雷才真正發揮效力，之後此魚雷繼續沿用了近40年。
另外同時期水面艦艇用的Mk 15型魚雷也是類似的設計，因此也有一樣的問題。更糟的是水面艦艇沒有機會可以仔細觀察發射後狀況，因此在Mk 14型魚雷問題解析出來以前無法發現問題，也是在潛射魚雷問題解決後才解決。